# Slovenci in 1. svetovna vojna
Slovenci in 1. svetovna vojna 1914-1918 je dokumentarna oddaja Radiotelevizije Slovenije v petih delih, ki pripoveduje o življenju Slovencev med 1. svetovno vojno. Prvi del je bil na sporedu 18. februarja 2014.

## Epizode

### 1. Zatišje pred viharjem
Razmere v Avstro-Ogrski od 2. polovice 19. stoletja do sarajevskega atentata na prestolonaslednika Franca Ferdinanda, leta 1914.

### 2. Krvave galicijske poljane
Odhod vojakov na balkansko in vzhodno bojišče, krvavi boji in gromozanske izgube v mrzli zimi 1914-1915

### 3. Doberdob, slovenskih fantov grob
Odprtje soške in tirolske fronte na meji s Kraljevino Italijo leta 1915, smrt cesarja Franca Jožefa, izguba Gorice v 6. ofenzivi in neznana prihodnost monarhije.

### 4. Preboj pri Kobaridu
Krvava 10. in 11. soška bitka, čudež pri Kobaridu, osvoboditev slovenskega narodnostnega ozemlja.

### 5. Propad
Premik fronte na reko Piavo, vdaja avstro-ogrske vojske, razpad Avstro-Ogrske, italijanska zasedba Primorske, ustanovitev Države SHS in kasneje Kraljevine SHS.